# Aristolochia wageneriana
Aristolochia wageneriana är en piprankeväxtart som beskrevs av Schlecht.. Aristolochia wageneriana ingår i släktet piprankor, och familjen piprankeväxter. Inga underarter finns listade i Catalogue of Life.